# Setge d'Avinyó (1226)
El setge d'Avinyó de 1226 és una operació militar del rei Lluís VIII de França durant la croada albigesa en 1226, que va finalitzar amb la rendició de la ciutat.

## Antecedents
La mort de Simó de Montfort en el setge de Tolosa del 1218 va ser un cop dur per als croats. Les antigues possessions del comte de Tolosa s'havien revoltat, i les fortaleses i ciutats van ser recuperades a poc a poc pels barons del sud. L'únic que va aturar aquesta reconquesta va ser la intervenció del príncep Lluís de França, que havia pres Marmanda però es va aturar a Tolosa. Després va marxar cap al nord, deixant sol a Amaurí de Montfort, fill de Simó, i amb poca tropa per a continuar.
El gener de 1224, a Amaurí només li quedava Carcassona. Va fer una treva amb Ramon VII de Tolosa i parteix al febrer cap a l'Illa de França. En una entrevista amb el rei Lluís VIII, Amaurí li dona tots els seus drets del Llenguadoc. Llavors Lluís va decidir intervenir a Occitània, amb la benedicció del Papa Honori III que va declarar la Croada, que li va permetre un suport polític i financer important per a l'expedició de la conquesta de la regió.
El rei pren la creu al 30 de gener de 1226 i va ordenar l'agrupació del seu exèrcit a Bourges al 17 de maig. L'exèrcit va arribar a Lió el 28 de maig i es va presentar davant Avinyó el 6 de juny.

## El setge
Al 10 de juny, el rei Lluís VIII va arribar al lloc i va decidir posar setge a la ciutat. Avinyó era una ciutat imperial, que encara que pertanyia a Ramon VII de Tolosa, el rei es temia la intervenció de l'emperador Frederic II de Hohenstaufen, però el rei li va dir que el setge era per a castigar els heretges que vivien a la ciutat. 
Liderats pels cònsols de la ciutat Guillem Ramon i Ramon Riali, i encoratjats pel trobador Bertran Folcon d'Avignó, els habitants d'Avinyó va mostrar molt de coratge per repel·lir els atacs. Ramon VII no tenia suficients tropes per a atacar als croats, però s'ho va fer per fustigar als combois d'aliments i farratge. El campament dels croats va ser castigat ràpidament per la disenteria i van morir molts soldats. Alguns nobles es van queixar de la durada i la inutilitat del setge. A principis d'agost, el comte Teoblad IV de Xampanya invoca la finalització de la host  per marxar del setge, malgrat l'ordre del rei perquè es quedés.
Davant el temor de la partida d'altres senyors feudals, el rei va ordenar un nou assalt el 8 d'agost, que és rebutjat com les altres vegades. A petició dels monjos, s'allarga el setge i es bloqueja la ciutat. Finalment això va donar els seus fruits, ja que van començar a mancar els aliments dintre de la ciutat i cònsols comencen a negociar la rendició de la ciutat. El 12 de setembre, Lluís VIII pot finalment entrar a la ciutat.
El 17 de setembre, vuit dies després de la rendició de la ciutat, hi va haver una forta tempesta que va provocar una inundació que haguera ofegat als atacants i la ciutat s'hagués pogut salvar
Es diu que al 14 de setembre de 1226, el rei Lluís VIII va fundar la Confraria dels Penitents Grisos d'Avinyó. El rei va fer a la vora del riu Sòrga una processó expiatòria, descalç i vestit amb un sac, per agenollar-se de genolls a la capella de la Santa Creu. Aquesta hagiografia és discutida, però és cert que el Rei de França va convocar a Pere III, bisbe d'Avinyó, amb l'ordre de portar el Santíssim Sagrament. Els fidels que l'havien seguit descalços i coberts amb un sac en signe d'expiació, van constituir una germandat anomenada Deixebles Colpejat de la Creu, que varen més coneguts com els Penitents Grisos.

## Conseqüències
En conformitat amb els termes de la rendició, Avinyó havia d'enderrocar les seves fortificacions, donar al rei la ciutat de Bellcaire i pagar 6.000 marcs de plata al rei i 1.000 marcs a l'església. Lluís VIII també va construir Vilanova d'Avinyó, on va instal·lar una guarnició.
Després d'haver estat retardat tres mesos pel setge, l'exèrcit reial reprèn la ruta i el rei rep la submissió sense combatre de nombroses ciutats i diversos aliats del comte de Tolosa, com Bernat V de Comenge. Va decidir ajornar el setge a Tolosa per a l'any següent i va tornar cap al nord a l'octubre, però va caure malalt i va morir a Montpensier el 8 de novembre de 1226.